# Glacier de l'Oberaar
Le glacier de l'Oberaar (Oberaargletscher en allemand) se trouve dans le canton de Berne en Suisse. Situé au fond de la vallée abritant le lac artificiel de l'Oberaar, le glacier mesure presque cinq kilomètres de long pour une largeur de 800 mètres. Il couvre une superficie de 5 km2.

## Géographie

### Caractéristiques physiques

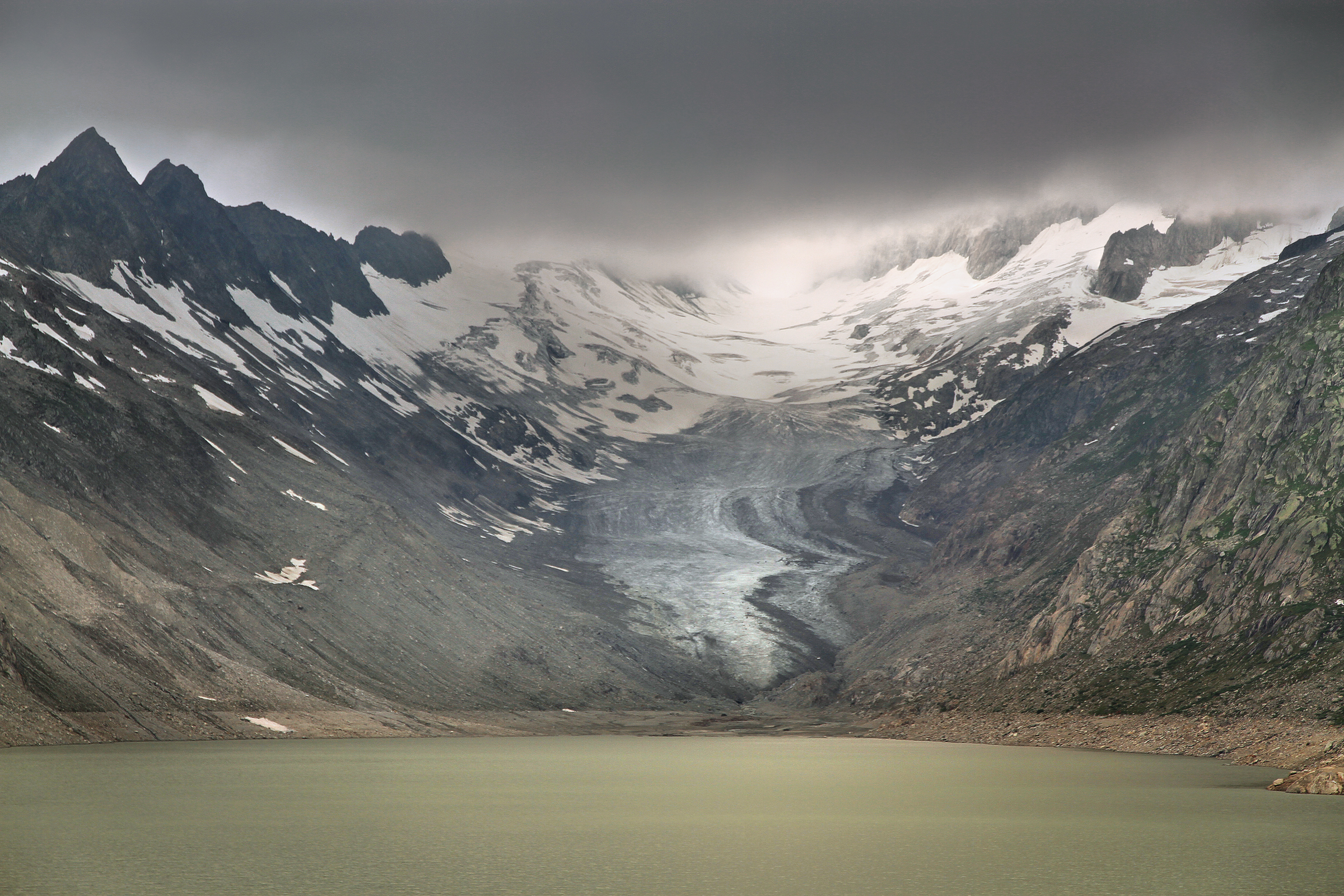
Vue du glacier de l'Oberaar depuis le lac éponyme.

Le glacier a pour origine un col recouvert de glace, l’Oberaarjoch (3 216 m) entre l'Oberaarhorn (3 631 m) et l’Oberaarrothorn (3 463 m). Il descend ensuite vers l'est entre le Scheuchzerhorn (3 456 m) situé au nord et l'Aargrat (3 132 m) au sud. La langue glaciaire débouche à l'extrémité du lac de l'Oberaar, à une altitude de 2 310 mètres. Un torrent, l’Oberaarbach s'écoule ensuite depuis le barrage jusqu'au lac du Grimsel.
Le glacier de l'Oberaar communique avec le glacier de Fiesch via l’Oberaarjoch et le glacier de Galmi. Le passage entre le glacier de l'Oberaar et celui de Galmi marque la frontière entre le territoire valaisan et bernois. La cabane de l'Oberaarjoch (Oberaarjochhütte) se trouve près du col à une altitude de 3 256 mètres. Elle constitue une étape importante pour les expéditions de haute montagne sur l'axe Lötschental-Jungfraujoch-col du Grimsel.

### Évolution
Le glacier de l'Oberaar était auparavant connecté avec celui de l'Unteraar. Durant les périodes glaciaires, les deux glaciers descendaient jusqu'à Berne. Ils sont maintenant séparés de plusieurs kilomètres.

Évolution du glacier en mètres. En vert, les différences de longueur cumulées. En rouge, les variations de longueur annuelles.